# 拉瑟福德鎮區 (印地安納州馬丁縣)
拉瑟福德鎮區（英語：Rutherford Township）是位於美國印地安納州馬丁縣的一個行政鎮區。

## 地方資料
根據2010年美國人口普查的數據，拉瑟福德鎮區的面積為91.70平方千米，當中陸地面積為90.50平方千米，而水域面積為1.20平方千米。當地共有人口760人，而人口密度為每平方千米8.29人。